# Chloronana dariena
Chloronana dariena är en insektsart som beskrevs av Delong 1980. Chloronana dariena ingår i släktet Chloronana och familjen dvärgstritar. Inga underarter finns listade i Catalogue of Life.